# Mystus armiger
Mystus armiger es una especie de peces de la familia Bagridae en el orden de los Siluriformes.

## Morfología
• Los machos pueden llegar alcanzar los 15,6 cm de longitud total.

## Distribución geográfica
Se encuentra en la Península de Malaca.